# Смит, Налисса
Налисса Смит (англ. NaLyssa Smith; родилась 8 августа 2000 года, Сан-Антонио, штат Техас, США) — американская профессиональная баскетболистка, которая выступает в женской национальной баскетбольной ассоциации за клуб «Лас-Вегас Эйсес». Была выбрана на драфте ВНБА 2022 года в первом раунде под общим вторым номером клубом «Индиана Фивер». Играет на позиции тяжёлого форварда.

## Ранние годы
Налисса родилась 8 августа 2000 года в городе Сан-Антонио (штат Техас) в семье Родни и Никки Смит, у неё есть брат, Родни, училась там же в средней школе Ист-Централ, в которой выступала за местную баскетбольную команду.

## Личная жизнь
Налисса Смит состоит в отношениях с форвардом команды «Даллас Уингз» Диджоней Каррингтон.